# نهائي كأس الكؤوس الأوروبية 1976
نهائي كأس الكؤوس الأوروبية 1976 هي المباراة النهائية من منافسة كأس الكؤوس الأوروبية 1975–76، أقيمت المباراة في 5 مايو 1976، في ملعب الملك بودوان، بين فريقي نادي رويال أندرلخت، ووست هام يونايتد، وفاز فيها نادي رويال أندرلخت، بعد أن هزم وست هام يونايتد، بنتيجة 4 - 2، وكان حكم المباراة روبرت ويرتز، وحضر المباراة 58000 شخصاً.

## تفاصيل المباراة
لعبت المباراة النهائية في 5 مايو 1976.
| نادي رويال أندرلخت | 4 -2 | وست هام يونايتد |
| ------------------ | ---- | --------------- |
|                    |      |                 |